# Route nationale 3 (Sénégal)
Pour les articles homonymes, voir N3 et Route nationale 3.
La route nationale 3 est une route nationale du Sénégal. Elle relie la ville de Thiès à la frontière mauritanienne selon l’itinéraire : Thiès – Diourbel – Touba – Dahra – Linguère – Ourossogui – Matam. Elle rejoint la route N2 aux deux extrémités (Thiès et Ouro Sogui).

## Parcours
- Thiès (km 0)
- Khombole
- Bambey
- Diourbel (km 76)
- Mbacké
- Touba (km 117)
- Dahra
- Linguère
- Ourossogui
- Matam (km 623)

 Mauritanie